# Route européenne 201
Pour les articles homonymes, voir E201 (homonymie) et Route 201.
La route européenne 201 est une route reliant Cork à Portlaoise.